# Bernard Rechtschaffen
Bernard Rechtschaffen (geboren 12. Februar 1922 in Österreich; gestorben 19. März 2015 in den USA) war ein US-amerikanischer Sprachwissenschaftler.

## Leben
Bernard Rechtschaffen war ein Sohn des Sigmund Rechtschaffen und der Yetta Rechtschaffen. Seine Familie emigrierte 1937 in die USA. Er wurde 1943 eingebürgert und leistete von 1943 bis 1946 Militärdienst und war danach noch bis 1949 Reservist. Er wurde als Verhöroffizier bei deutschen Kriegsgefangenen eingesetzt. Rechtschaffen heiratete 1951 Florence Fishman, sie haben zwei Kinder.
Rechtschaffen studierte ab 1945 an der New York University, machte 1949 einen Master-Abschluss in Germanistik und wurde 1954 mit einer Dissertation über Wilhelm Raabes politische Ansichten promoviert. 
Seit 1945 unterrichtete er Deutsch an der New York University, seit 1947 am Polytechnic Institute in Brooklyn. Er wurde 1951 Assistant Professor, 1954 Associate Professor und 1958 ordentlicher Professor für Deutsch und war Leiter der Abteilung Moderne Fremdsprachen. Im Jahr 2008 wurde er emeritiert. 
Er publizierte vor allem über Fragen des Fremdsprachenunterrichts (Deutschunterrichts), zum großen Teil gemeinsam mit Conrad Paul Homberger (1900–1982). Sie verfassten ein Aussprachewörterbuch und fachsprachliche Lehrwerke für das naturwissenschaftliche Deutsch (1971) und das geistes- und sozialwissenschaftliche Deutsch (1973). Rechtschaffen veröffentlichte Lehrbücher zum Studium der deutschen Literatur.

## Schriften (Auswahl)
- Bernhard Rechtschaffen, Conrad P. Homberger: Monarch English-German, German-English phonetic dictionary. Derby, Conn. : Monarch Books, 1964
- Bernhard Rechtschaffen, Conrad P. Homberger, Victor Bobetsky: Literatur für den Deutschunterricht. New York : American Book Company